# François de Théas von Thoranc
Graf François de Théas von Thoranc (* 19. Februar 1719 in Grasse; † 15. August 1794 ebenda) war ein französischer Offizier und Kunstsammler.
Während der Besetzung der Reichsstadt Frankfurt am Main durch französische Truppen im Siebenjährigen Krieg war er von 1759 bis 1763 als Lieutenant du roi Leiter der städtischen Zivilverwaltung. 1759 bis 1761 lebte er im Haushalt von Johann Caspar Goethe im Großen Hirschgraben. Der junge Johann Wolfgang von Goethe erlebte diese Einquartierung in seinem Vaterhaus (siehe Goethe-Haus) und setzte dem französischen Königsleutnant später in seiner Autobiographie Aus meinem Leben. Dichtung und Wahrheit ein literarisches Denkmal.

## Leben
Thoranc trat 1734 nach einer jesuitischen Erziehung in den französischen Militärdienst. Er diente auf dem italienischen Kriegsschauplatz im polnischen Thronfolgekrieg. 1758 kam er zur von Herzog de Broglie und Prince de Soubise befehligten Französischen Armee in Deutschland und verhandelte am Neujahrstag 1759 mit dem Frankfurter Rat über die Kapitulation der Reichsstadt Frankfurt. Nach der kampflosen Übergabe übernahm er als Lieutenant du roi die Zivilverwaltung. Von 1759 bis 1761 lebte er im Haushalt des kaiserlichen Rates Johann Caspar Goethe, der diese zwangsweise Einquartierung nur widerwillig hinnahm. Johann Wolfgang von Goethe beschrieb in seiner Autobiographie Dichtung und Wahrheit eine Auseinandersetzung zwischen dem Offizier und seinem Vater, die sich am Karfreitag 1759 zutrug. Aus Zorn über die Niederlage der preußischen Verbündeten unter Herzog Ferdinand von Braunschweig-Wolfenbüttel in der Schlacht bei Bergen ließ Goethes Vater sich zu einem Wortwechsel hinreißen, der ihm fast die Inhaftierung eingebracht hätte.  Freundschaft verband Thoranc mit dem Frankfurter Patrizier, 1761 Jüngeren und 1771 Älteren Bürgermeisters Johann Daniel von Olenschlager, in dessen Haus auch Johann Wolfgang Goethe in seiner Jugend gern verkehrte.
1762 wurde Thoranc in den Reichsgrafenstand erhoben. Nachdem er Frankfurt 1763 verlassen hatte, wurde Thoranc für einige Jahre Gouverneur auf der Antilleninsel Santo Domingo. 1768 kehrte er nach Frankreich zurück, quittierte den Militärdienst und zog sich in seine Heimatstadt Grasse zurück. Bei seinem Tod hinterließ er eine beachtliche Gemäldesammlung, darunter rund 200 Werke, die er in seiner Frankfurter Zeit in Auftrag gegeben hatte.
Thoranc führte in seiner Frankfurter Zeit eine Reihe von Neuerungen ein, darunter Hausnummern, Straßenschilder und Straßenbeleuchtung, und modernisierte die noch aus dem Mittelalter stammenden Feuerlösch- und Müllbeseitigungsvorschriften. Bis dahin waren die Frankfurter Häuser nur durch ihre Namen unterscheidbar gewesen, die nicht immer eindeutig waren. Hausnummern und Straßenschilder erleichterten den französischen Besatzungstruppen die Orientierung in der Stadt. Die in den Jahren 1761 und 1762 über Straßenkreuzungen aufgehängten, mit Rüböl befeuerten Laternen waren zwar aus heutiger Sicht nur äußerst lichtschwach, führten aber dennoch zu einer deutlichen Verbesserung der Verkehrssicherheit und einem Rückgang der nächtlichen Straßenkriminalität.
Die von ihm gegründete anatomisch-chirurgische Fachschule wurde zum Vorbild der 1763 gegründeten Senckenbergischen Stiftung. Angeregt durch Johann Caspar Goethes private Gemäldegalerie ließ er 1759 die Frankfurter Maler zusammenrufen und erteilte zahlreichen Künstlern Aufträge, darunter Christian Georg Schütz d. Ä., Johann Georg Trautmann und Johann Conrad Seekatz. Als Atelier diente das ausgeräumte Kinderzimmer Johann Wolfgang Goethes. Im Laufe der Zeit entstanden so über 200 Auftragswerke. 12 von Seekatz angefertigte Monatsbilder erhielt das Freie Deutsche Hochstift 1907 aus Thorancs Nachlass geschenkt. Sie befinden sich heute im Goethe-Haus.
Thoranc ist der Titelheld des Lustspiels Der Königsleutnant von Karl Gutzkow, das im 19. und 20. Jahrhundert zahlreiche Aufführungen erlebte. Nach ihm ist eine Fußgängerpassage zwischen dem Großen Hirschgraben und der Berliner Straße in Frankfurt benannt.